# Riumors
Riumors ist eine katalanische Gemeinde (municipio) mit 262 Einwohnern (Stand: 2024) in der Provinz Girona im Nordosten Spaniens. Sie liegt in der Comarca Alt Empordà. 

## Lage
Riumors liegt etwa 35 Kilometer nordnordöstlich von Girona auf einer Höhe von ca. 5 m. 

## Bevölkerungsentwicklung
| Jahr      | 1960 | 1970 | 1981 | 1991 | 2001 | 2011 | 2021 |
| Einwohner | 297  | 265  | 217  | 201  | 194  | 243  | 250  |

## Sehenswürdigkeiten

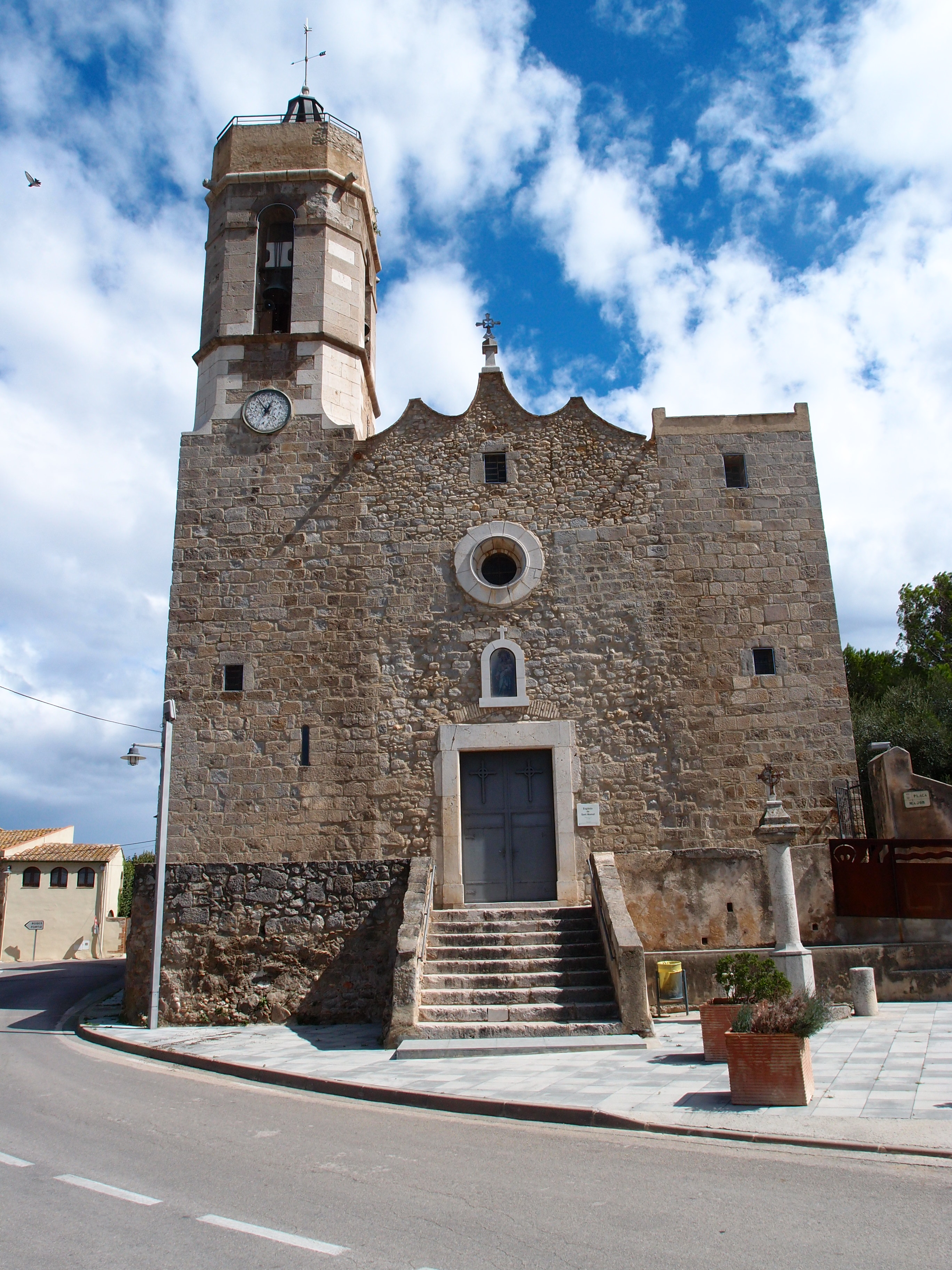
Mameskirche

- Mameskirche